# Anglesita
L'anglesita és un mineral de plom de la classe dels sulfats. Juntament amb la cerussita, és el mineral de plom secundari més comú. Va rebre el seu nom el 1832 per François Sulpice Beudant, per la seva localitat tipus, l'illa d'Anglesey (Gal·les). És isoestructural amb la barita i la celestina, i pertany al grup de la barita, juntament amb aquestes dues espècies i la hashemita.

## Propietats
Es troba en forma de cristalls prismàtics ortoròmbics i masses terroses. Conté el 74% de plom en pes i, per tant, té un alt pes específic, de 6,3. El color és blanc o gris amb ratlles de color groc pàl·lid. Pot ser de color gris fosc si és impura.

## Formació i jaciments
L'anglesita es presenta com un producte d'oxidació del mineral de sulfur de plom primari, la galena. És un mineral d'origen secundari, format per l'oxidació de la galena en les parts superiors de les vetes minerals afectades pels processos de meteorització. A Monteponi (Sardenya), els cristalls es troben incrustats en cavitats de galena; a Leadhills, Escòcia, es coneixen pseudomorfismes d'anglesita després de galena. En la majoria de les localitats, es troba en forma de cristalls aïllats en les vetes plumbíferes, però en alguns llocs, com a Austràlia i Mèxic, on es troba en grans masses, també s'extreu com a mena de plom.
A Catalunya s'ha trobat anglesita a la província de Barcelona a la pedrera i mina Berta, a Sant Cugat del Vallès-El Papiol (Vallès Occidental-Baix Llobregat); a la província de Girona a la mina Les Ferreres, a Rocabruna, a les mines Puig de Sant Julià, a Sant Julià del Llor i Bonmatí i a les mines Osor, aquestes dues últimes a la Selva; a la província de Lleida a les mines Liat a Vielha e Mijaran (Vall d'Aran); i a la província de Tarragona a la mina Atrevida a Vimbodí i Poblet (Conca de Barberà), a Escornalbou, Riudecanyes (Baix Camp, Tarragona), i a les localitat de Bellmunt del Priorat, El Molar i Ulldemolins (Priorat).